# Goliath Goli

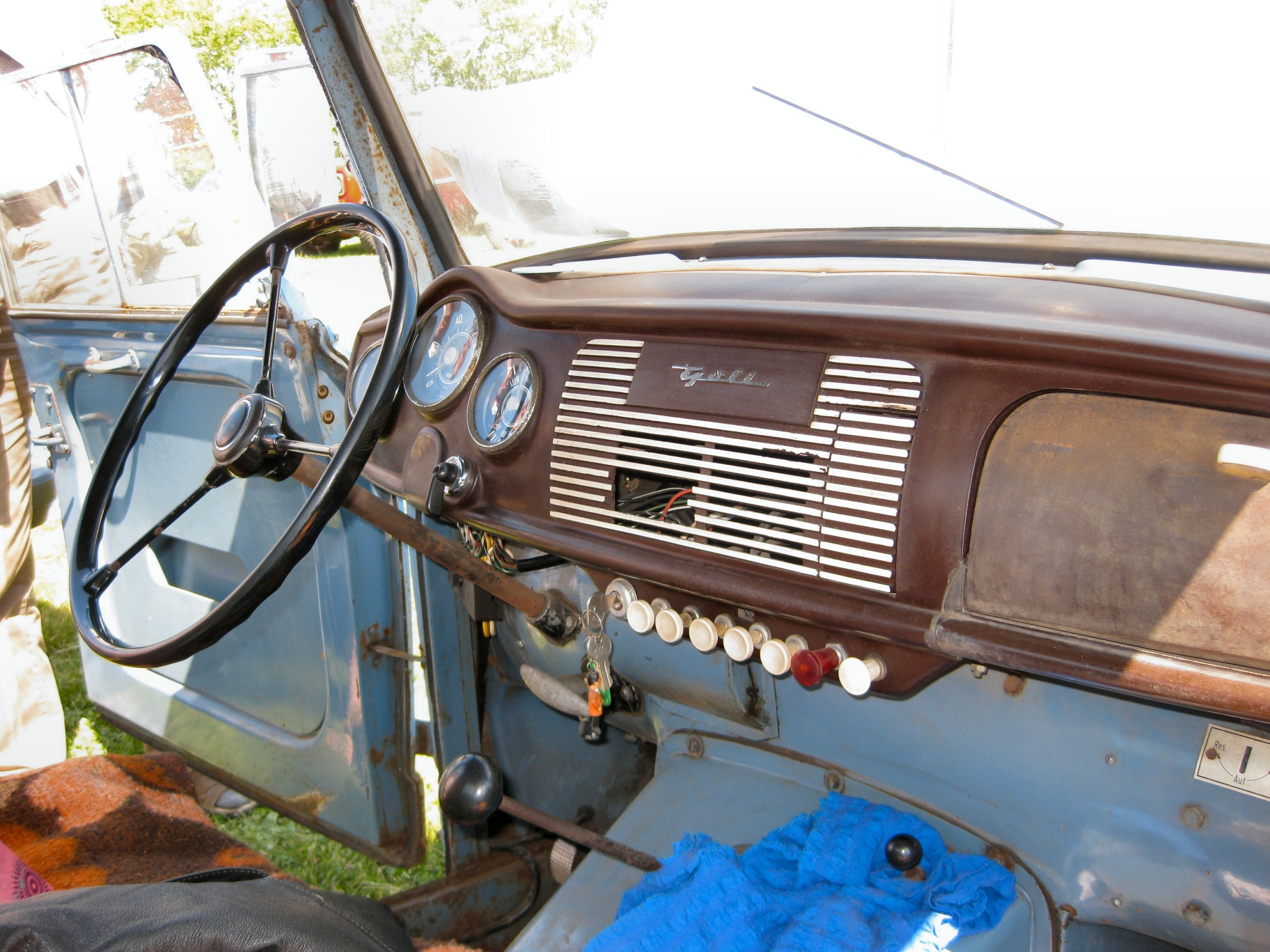
Armaturentafel des Goli

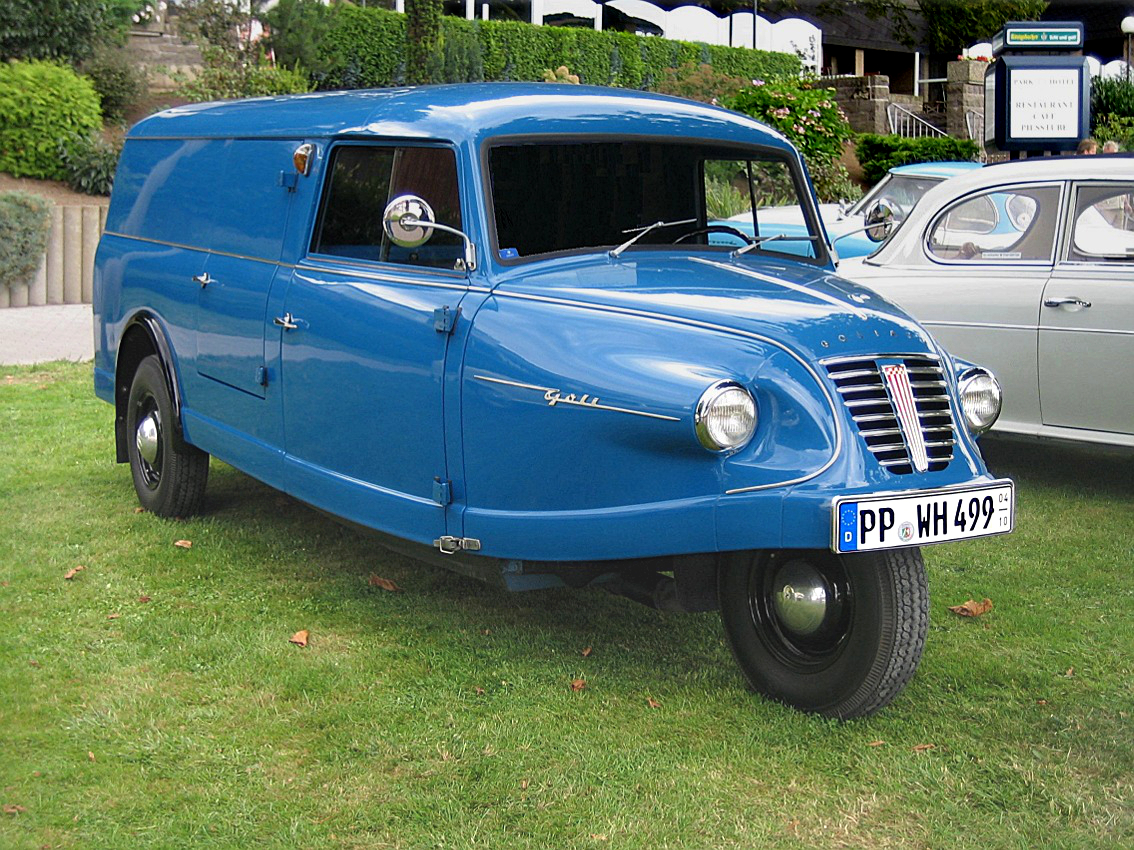
Goliath Goli als Kastenwagen

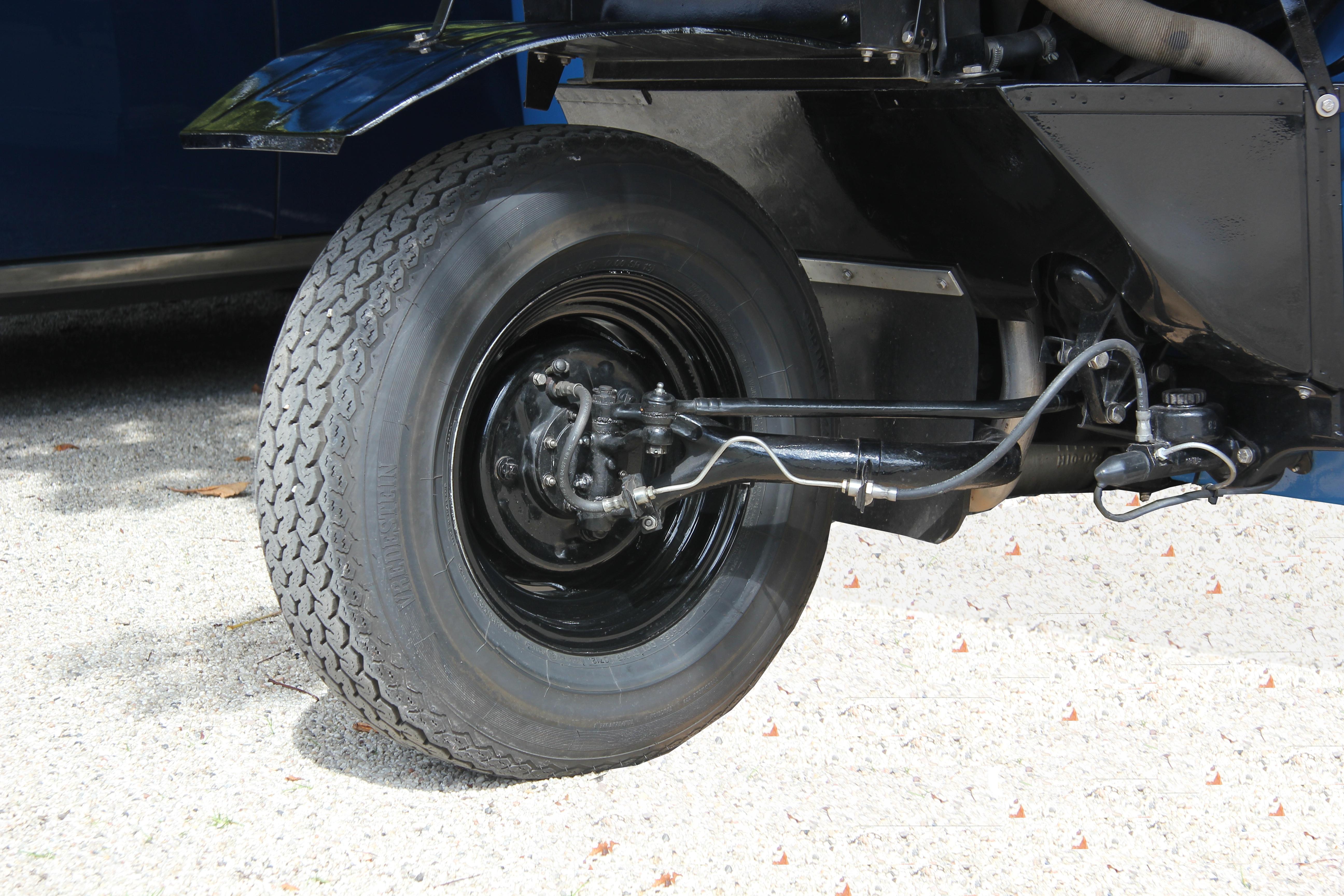
Radaufhängung und Lenkung

Der Goliath Goli war ein Kleintransporter des Borgward-Konzerns, den das Goliath-Werk in Bremen von 1955 bis 1961 baute. Er löste den Goliath GD 750 ab und war der letzte in Deutschland gebaute dreirädrige Kleintransporter. Die Verkaufszahlen waren seit 1957 rückläufig, insgesamt wurden nur 9904 Golis produziert.

## Technik
Mit drei Rädern und einem wassergekühlten Zweizylinder-Zweitaktmotor, der mit einem Handhebel gestartet wurde, setzte Goliath eine Bauweise fort, die bei anderen Fahrzeugherstellern schon länger der Vergangenheit angehörte. Ausschlaggebend für die Verwendung von nur drei Rädern war der um etwa 30 % niedrigere Herstellungspreis des Fahrzeugs. Vom ähnlichen Modell „Hanseat“ des Konkurrenten Tempo hob sich der Goliath Goli durch den Hinterradantrieb und von manchen Primitivkonstruktionen durch eine durchdachte, relativ moderne Bauweise ab. Der hinter dem Vorderrad angeordnete, tief eingebaute Motor und der Hinterradantrieb mit kleinen Rädern und großvolumigen Reifen der Größe 6,40 × 13 gaben für ein Lastendreirad gute Stabilitäts- und sichere Antriebsverhältnisse.
Zunächst wurde ein luftgekühlter Motor mit 16 PS (11,8 kW) eingebaut, bei dem jedoch thermische Probleme auftraten. Ursache war die gegenüber dem Vorgängermodell vergrößerte Zylinderbohrung, durch die die Zylinderlaufbahnen so nahe beieinander lagen, dass die Luftkühlung nicht ausreichte. Daher wich man ab 1957 auf den passiv (ohne Pumpe) wassergekühlten Motor des Goliath GV 800 aus. Dessen Motorleistung von nur 15 PS (11 kW) war für einen Dreivierteltonner recht bescheiden – bei voller Zuladung sah sich der Fahrzeugführer mit einem Leistungsgewicht von 120 kg/PS konfrontiert. Um das Ansehen des Unternehmens zu stützen, bot Goliath den unentgeltlichen Austausch von luftgekühlten Motoren an.
Weitere konstruktive Einzelheiten waren U-Profilrahmen, Ganzstahl-Fahrerhaus, Schwingarm mit Viertelelliptikfeder vorn und Starrachse mit progressiv wirkenden Blattfedern hinten, Schneckenlenkung und hydraulisch betätigte Trommelbremsen an allen drei Rädern. Die Handbremse als Feststellbremse wirkt auf die Hinterräder.

## Aufbauten
Die Pritschenausführung gab es mit einer tief oder hoch liegenden Pritsche. Erstere ermöglichte ein Ladevolumen von 6 m³. Ferner gab es den Ganzmetall-Kastenwagen sowie einen Kofferaufbau. Die Außenmaße des Koffers betrugen 2200 mm × 1460 mm × 1230 mm. Je nach Aufbau und Bereifung variierte die Nutzlast zwischen 0,75 und 0,95 Tonnen.

## Technische Daten
|                                           | Goliath Goli (ab 1957) |
| ----------------------------------------- | --- |
| Motor:                                    | Ottomotor, Zweitakt, zwei Zylinder in Reihe                                                                                  |
| Hubraum:                                  | 465 cm³ |
| Bohrung × Hub:                            | 65 mm × 70 mm |
| Leistung:                                 | 11 kW (15 PS) bei 4000–4500/min                                                                                              |
| Max. Drehmoment:                          | 34 Nm bei 2500/min |
| Verdichtung:                              | 6,4 |
| Kühlung:                                  | Wasser (Thermosiphon) |
| Getriebe:                                 | 4-Gang nicht synchronisiert                                                                                                  |
| Nennspannung der elektrischen Anlage:     | 6 V |
| Fahrwerk:                                 | Schwingarm mit Viertelelliptikfeder vorn, Starrachse mit progressiv wirkenden Blattfedern hinten, hydraulische Dreiradbremse |
| Radstand:                                 | 2950 mm |
| Spurweite (hinten):                       | 1400 mm, auf Wunsch 1600 mm                                                                                                  |
| Wendekreisdurchmesser:                    | 11 m |
| Leergewicht:                              | je nach Aufbau 730–790 kg |
| Nutzmasse:                                | 750–950 kg |
| zul. Gesamtmasse:                         | 1800 kg |
| Höchstgeschwindigkeit:                    | ca. 60 km/h |
| Steigfähigkeit, beladen (1. bis 4. Gang): | 23/12/7/3 % |
| Kraftstoffnormverbrauch:                  | 7,5 l/100 km |

## Mitbewerber
- Innocenti Lambretta FD und FDC